# Winfield (Alabama)
 Winfield és una població dels Estats Units a l'estat d'Alabama. Segons el cens del 2000 tenia 4.540 habitants.

## Demografia
Segons el cens del 2000, Winfield tenia 4.540 habitants, 1.849 habitatges, i 1.310 famílies La densitat de població era de 108,1 habitants/km².
Dels 1.849 habitatges en un 30,7% hi vivien nens de menys de 18 anys, en un 57,4% hi vivien parelles casades, en un 10,7% dones solteres, i en un 29,1% no eren unitats familiars. En el 27,7% dels habitatges hi vivien persones soles el 15% de les quals corresponia a persones de 65 anys o més que vivien soles. El nombre mitjà de persones vivint en cada habitatge era de 2,38 i el nombre mitjà de persones que vivien en cada família era de 2,89.
Per edats la població es repartia de la següent manera: un 23,3% tenia menys de 18 anys, un 7,4% entre 18 i 24, un 26,7% entre 25 i 44, un 22,6% de 45 a 60 i un 20% 65 anys o més.
L'edat mediana era de 40 anys. Per cada 100 dones hi havia 87,5 homes. Per cada 100 dones de 18 o més anys hi havia 82 homes.
La renda mediana per habitatge era de 31.317 $ i la renda mediana per família de 38.545 $. Els homes tenien una renda mediana de 32.734 $ mentre que les dones 21.184 $. La renda per capita de la població era de 15.814 $. Aproximadament l'11,1% de les famílies i el 14,1% de la població estaven per davall del llindar de pobresa.

## Poblacions més properes
El següent diagrama mostra les poblacions més properes.